# Клан Макбін

Хрест клану МакБін.

Герб вождів клану МакБін.

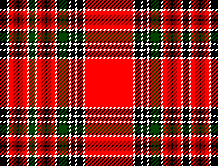
Тартан клану МакБін.

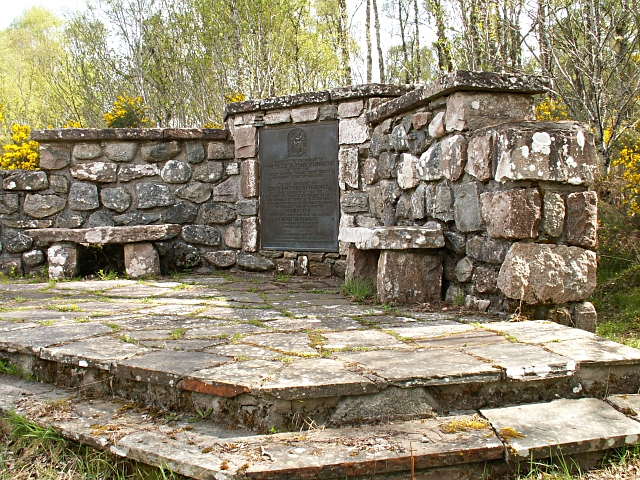
Меморіальний парк присвячений клану МакБін на берегах озера Лох-Несс збудований у 1961 році.

Клан МакБін — (шотл. — Clan MacBain, Clan MacBean, гельск. — MacBeathain) — один з кланів гірської Шотландії. Входив до конфедерації кланів Хаттан (Chattan Confederation).
Символ клану — гілка брусниці.
Гасло: «Не чіпайте кішку з маленьким щитом!» (натяк на хрест клану).

## Історія клану МакБін

### Походження
Є кілька версій походження назви клану МакБін. Згідно однієї з версій назва походить від гельського слова Beathain — бехайн — наповнений життям. Згідно іншої версії слово beinn означало в давнину «пагорб». Або назва походить від слова Beann, що в давнину означало «гірська вершина». Є ще версія, що назва клану пощодить від імені шотландського короля Дональда Бана.

### XIV століття
Найперша згадка про клан МакБін є в рукописах Кінрара (середина XIV століття), в якій названі імена Боба МакМілмора та його сина Мілмора МакБіна. Клан МакБін підтримував Роберта Брюса в його боротьбі за незалежність Шотландії. Саме клану МакБін приписують вбивство ворога і суперника Роберта Брюса — «Рудого Коміна», повелитель якого був вбитий Робертом Брюсом в церкві Грейфріас у Дамфісі в 1306 році.

### XV–XVII століття
Цей період в історії Шотландії був епохою війни кланів і нескінченної внутрішньої ворожнечі. Міжкланові війни не оминули і клан МакБін. Клан МакБін вів війну з Домналлом Островитянином — Лордом Островів. У складі конфедерації кланів Хаттан клан МакБін брав участь у битві під Харлоу в 1411 році. У цій битві клан отримав дуже важкі втрати. У літописі клану МакКінтош, що в той час очолювали конфедерацію Хаттан записано, що «Клан МакКінтош оплакував втрату багатьох своїх друзів і союзників, особливо з клану Бін».
У 1597 році МакБін з замку Туллох билися в битві під Логібрайд проти клану МакКензі, але МакБін Туллох насправді не були тоді частиною клану МакБін, а були філією клану МакКей, які змінили свою назву на МакБін.
XII вождь клану МакБін — Пол МакБін не зміг виплутатись з боргів і змушений був продати свої землі. Це сталося у 1685 році.

### XVIII століття
Існуюча донині гілка вождів клану МакБін походить від молодшого сина Пол МакБін — Павла. Старша гілка обірвалася на його дочці Елізабет Маргарет МакБін, яка у 1790 році вийшла заміж за Дугалда Стюарта, але померла бездітною.
Втрата земель Кінхайл була важким ударом по клану МакБін, але нинішній вождь клану продовжує роботу свого батька по поверненню земель клану і створив меморіальний парк МакБін на берегах озера Лох-Несс.
Клан МакБін підтримав повстання якобітів і до кінця боровся за свободу Шотландії. Після придушення повстання багато людей з клану МакБін були продані в рабство та вивезені на плантації до Вірджинії, Мериленду та Південної Кароліни. Але це не стримало онука XII вождя клану — Мора МакБіна. Він взяв активну участь у новому якобітському повстанні в 1745 році, у званні майора став під прапори «Молодого Претендента». Під час битви під Куллоденом у 1746 році, коли британські драгуни прорвались у фланг горян, майор МакБін кинувся в атаку і вбив власноручно 14 ворогів, але потім впав сам смертельно поранений. Один з офіцерів кинувся рятувати хороброго співвітчизника, але МакБін був вже мертвий. Інший МакБін теж відзначився у цій битві вбивши Камерона Лохіла. Після цієї війни вождь клану МакБін будь-що намагався втримати землі клану, що лишилися, але все одно вони були продані у 1760 році.

### XIX— XX століття
Вільям МакБін служив у британській армії і виріс від рядового до генерал-майора. Він здобув Хрест Вікторії під час придушення повстання в Індії у 1858 році.
Форбес МакБін — нащадок преподобного Олександра МакБіна Інвернесса був військовим і здобув Великий Хрест за Службу і Вірність у 1897 році, коли служив під командуванням майора Гордона і відстояв в бою висоту Даргай на кордоні з Афганістаном. Потім він командував підрозділом «Горяни Гордона» у англо-бурській війні у Південній Африці. Згадується, що він проявив хоробрість в бою під Йоханесбургом. Джон Стерлінг пише у своїй книзі «Наші полки в Південній Африці в 1899–1902 роках», що полковник Форбес МакБін бачив більше важких боїв аніж будь-який офіцер британської армії.
У XX столітті багато МакБінів емігрували до Канади і США.